# الموارع (العدين)

تعديل مصدري - تعديل

الموارع محلة تابعة لقرية بني عمر، التابعة لعزلة بني عبد الله بمديرية العدين إحدى مديريات محافظة إب في الجمهورية اليمنية، بلغ تعداد سكانها 33 حسب تعداد اليمن لعام 2004.